# Le Vœu du paon
Ne pas confondre avec l'œuvre médiévale Les Vœux du paon de Jacques de Longuyon.
Le Vœu du paon est un roman historique écrit par Jean-Côme Noguès, paru en 1987.

## Intrigue
1204, en pays d'Oc (dans le sud de la France). Jordi, un jongleur, accomplit chaque année un voyage à travers la région. Cette année-là, il a promis d'emmener avec lui le jeune Grillot, un voyage dont ce dernier rêve depuis bien longtemps. Son but : découvrir qui furent ses parents et pour quelles raisons il fut abandonné. Il le découvrira pendant son aventure avec Jordi.